# Nitroimidazol
Nitroimidazolul este un compus heterociclic cu formula O2NC3H2N2H.  
Grupa funcțională nitro se află în poziția a 5-a a nucleului imidazolic, acesta fiind cel mai comun izomer. Există și izomerul 2-nitro. Derivații de nitroimidazol alcătuiesc o clasă de antibiotice chimioterapice.

## Obținere
5-nitroimidazolul se obține în urma reacției de nitrare a imidazolului, care se realizează cu un amestec de acid azotic și acid sulfuric:
{\displaystyle {\ce {C_3H_3N_2H + HNO_3 ->[{\ce {H_2_SO_4}}] O_2NC_3H_2N_2H + H_2O}}}

## Nitroimidazoli
Nitroimidazolii sunt chimioterapice de sinteză utilizate în tratamentul infecțiilor cu bacterii anaerobe și a infecțiilor cu paraziți. Exemple de 4(sau 5)-nitroimidazoli sunt: metronidazol, tinidazol, nimorazol, dimetridazol, ornidazol, secnidazol, megazol și azanidazol. Singurul exemplu de derivat de 2-nitroimidazol este benznidazolul.

Exemple de antibiotice nitroimidazoli: metronidazol, tinidazol și nimorazol